# فخر الدين الكركاني
الفخر الگرگاني (بالفارسية: فخرالدین اسعد گرگانی) هو أديب وشاعر إيراني، من العصر السلجوقي.
هو فخر الدين أسعد الگرگاني، المعروف بالفخر الگرگاني. ولد في مدينة ملاير وعاصر السلطان السلجوقي أبي طالب طغرل بيگ. توفي بعد سنة 446 هـ.

## آثاره
له «ديوان شعر» ومنظومة «ويس ورامين».